# Kehr (Eifel)

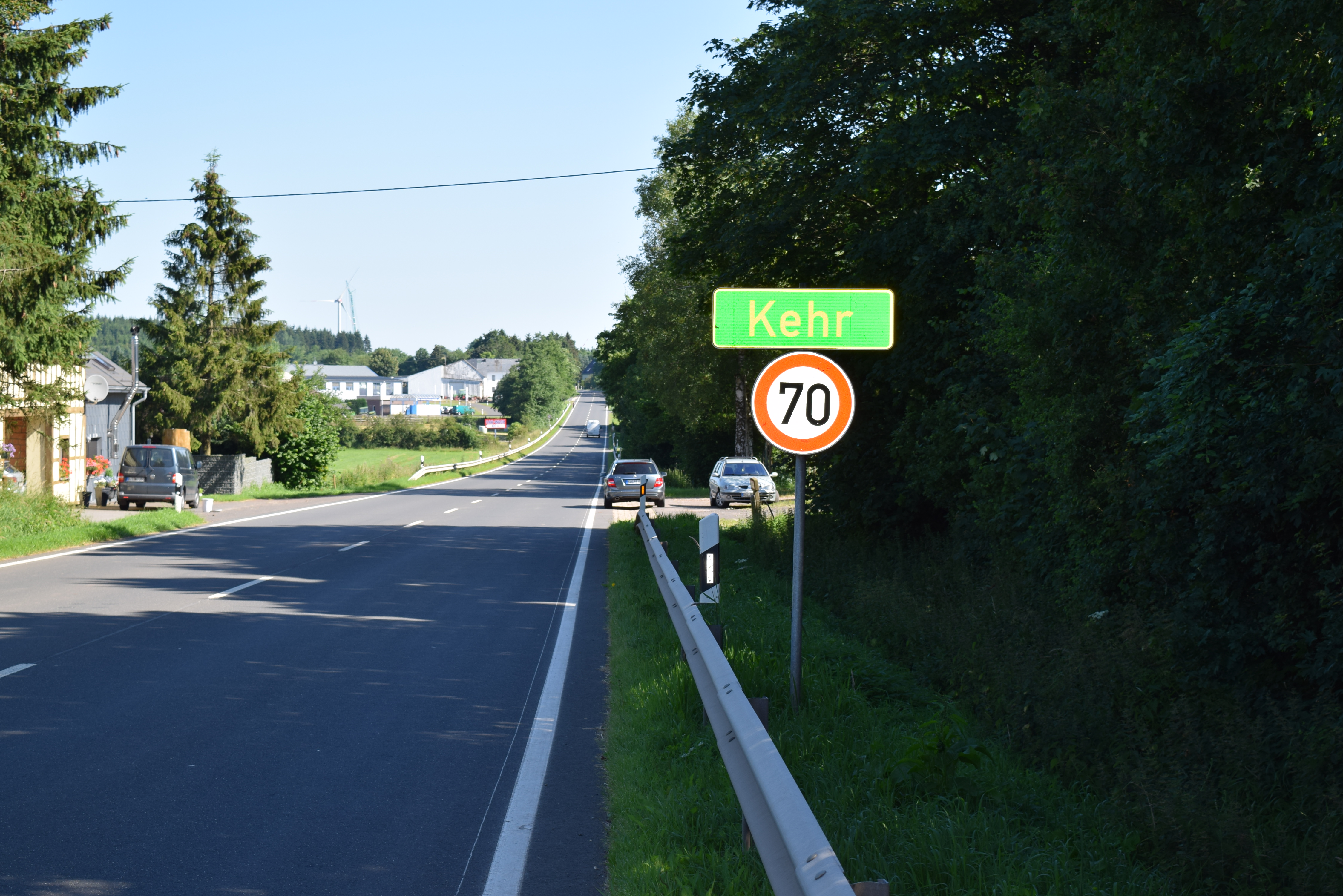
Kehr an der B 265

Kehr ist ein Dorf in der Eifel, das durch die deutsch-belgische Staatsgrenze in zwei Hälften geteilt wird. Die Grenze verläuft in Nord-Süd-Richtung entlang der mitten durch den Ort führenden Bundesstraße 265. Auch die Landesgrenze zwischen Nordrhein-Westfalen und Rheinland-Pfalz tangiert die Ortschaft.

## Lage
Die Ortschaft Kehr (Eifel) erstreckt sich über drei Gemeindegebiete:
- Die östliche Hälfte von Kehr gehört zur Gemeinde Hellenthal im Kreis Euskirchen und ist der südlichste Ort von Nordrhein-Westfalen. Ca. 1,5 km südwestlich liegt am Losheimer Landgraben der südlichste Punkt von Nordrhein-Westfalen (50° 19′ 22″ N, 6° 25′ 32″ O) an der Grenze zu Rheinland-Pfalz.
- Die westliche Hälfte von Kehr gehört zur ostbelgischen Gemeinde Büllingen, hier befindet sich der östlichste Punkt Belgiens.
- Im äußersten Nordosten der Ortschaft befinden sich einige Gebäude, die bereits zu Rheinland-Pfalz gehören: Der Bereich „Zur Kehr“/„Zollhaus Kehr“ zählt zum Gemeindegebiet von Hallschlag.

## Verkehr
Die VRS-Buslinie 839 der RVK verbindet den Ort, überwiegend als TaxiBusPlus nach Bedarf, mit seinen Nachbarorten auf deutscher Seite und mit Hellenthal.
| Linie | Verlauf |
| ----- | --- |
| 839   | MiKE (außer im Schülerverkehr): Hellenthal Busbf – Platiß – (Unterpreth –) Hollerath – Ramscheid – Ramscheiderhöhe – (Miescheid –) Udenbreth – Losheimergraben – Losheim – Kehr |

## Trivia
Kehr ist der Handlungsort in einer Krimiserie der Schriftstellerin Martina Kempff.